# Maimuna

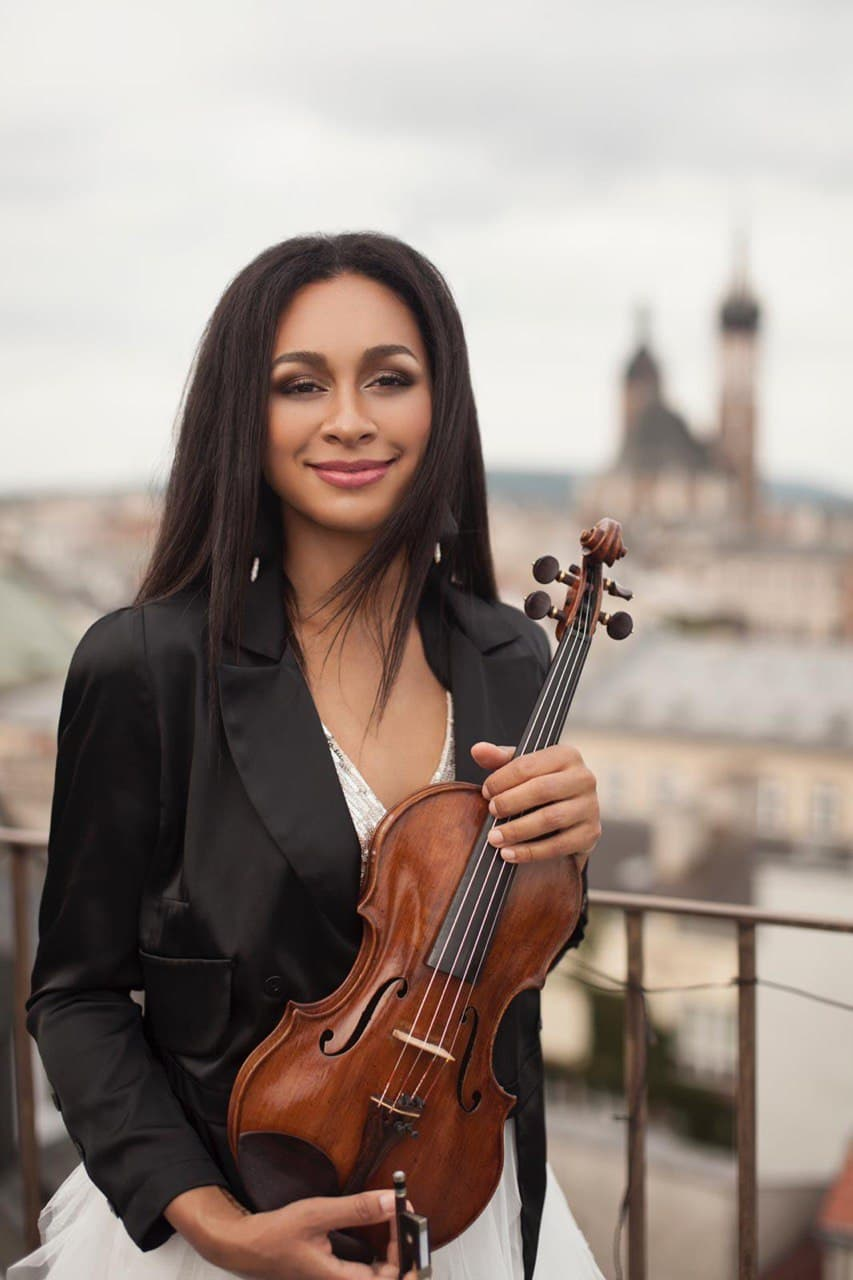
Maimuna Amadu Muraschko (2019)

Maimuna, mit vollem Namen Maimuna Amadu Muraschko (russisch Маймуна Амаду Мурашко; * 28. Mai 1980 in Leningrad), ist eine belarussische Violinistin russischer Herkunft und Teilnehmerin des Eurovision Song Contests.

## Kindheit
Maimunas Vater stammt aus Mali, ihre Mutter ist gebürtige Belarussin, Maimuna kam jedoch im russischen St. Petersburg zur Welt. Als Kind zog die Familie nach Mali, da Maimuna allerdings das heiße Wüstenklima nicht vertrug, zog sie zu ihrer Großmutter ins belarussische Mahiljou und wuchs dort auf.

## Karriere
Im Laufe ihrer Karriere als Violinistin nahm sie an diversen Wettbewerben und Festivals teil, unter anderem am Young Virtuoso 1990 in Kiew und Music of Hope im Jahr 1995.
Am 5. Dezember 2014 wurde bekanntgegeben, dass sie zusammen mit dem in Belarus populären Sänger Uzari an der belarussischen Eurovision Song Contest-Vorentscheidung Eurofest mit dem Lied Time (zu deutsch: Zeit) teilnimmt. Sie gewannen die Show mit 76 Punkten und Platz drei im Televoting. Bei den fünf Juroren erreichten sie in drei Fällen die Höchstpunktzahl. Das Duo konnte sich allerdings nach dem ersten Halbfinale des Eurovision Song Contest 2015 in Wien nicht für das Finale qualifizieren.